# Moschea del Venerdì (Varamin)
La moschea del Venerdì (in persiano مسجد جامع ورامین‎, Masjed-e-Jāme-e Varāmīn) è una moschea-cattedrale sita nella città di Varamin, a 42 km a sudest da Teheran.
L'edificio venne costruito tra il 1322 e il 1326 su ordine del visir Hasan al-Quhadhi ed è ritenuto uno dei più classici esempi di moschea iraniana. Possiede 4 iwan attorno a un cortile, uno dei quali conduce alla cupola di fronte al miḥrāb.

## Descrizione
La costruzione della moschea venne ordinata nel 1322 durante il regno di Abu Sa'id, figlio di Oljeitu. L'edificio ha una pianta rettangolare di 66x43 m2. L'entrata principale è posta sul lato nord, mentre lateralmente si accede agli iwan. Il portale, presumibilmente affiancato da due minareti in passato, precede la facciata del santuario che conduce alla camera della cupola, quest'ultima larga più di 10 m di diametro e caratterizzata dalla classica elevazione dell'architettura selgiuchide.
All'interno della cupola una camera quadrata supporta una zona ottagonale di 4 trombe che si alternano a 4 arcate cieche. A differenza della classiche moschee selgiuchidi, questo edificio è caratterizzato da proporzioni più attenuate, dalle minori dimensioni della corte e da un più estensivo uso di mosaici.
Il fregio orizzontale dell'iwan qebli conserva presumibilmente le ultime due cifre della data di costruzione, ovvero 1322 (722 secondo il calendario islamico), nonché l'incisione del nome di Abu Sa'id. All'interno del santuario vi è un'iscrizione datata 1326 (726 secondo il calendario islamico), mentre alle sue spalle vi sono due pannelli rettangolari che testimoniano il restauro e le decorazioni effettuati dai timuridi ai tempi di Shah Rukh (1441-1442).

## Descrizione di Robert Byron
La moschea del Venerdì di Varamin è citata ne La via per l'Oxiana di Robert Byron:
(Robert Byron, La via per l'Oxiana)